# Angiografia a risonanza magnetica
L'angiografia a risonanza magnetica (MRA o angio-RM) è un termine che comprende gruppo di tecniche basate sulla risonanza magnetica (MRI) per ottenere un'immagine dei vasi sanguigni. L'angiografia a risonanza magnetica viene utilizzata per generare immagini di arterie (e meno comunemente vene) al fine di valutarle per un'eventuale stenosi, altri anomali restringimenti, occlusione, aneurismi e altre dilatazioni della parete vascolare, malformazioni arterovenose o altre anomalie. L'angiografia a risonanza magnetica è spesso usata per valutare le arterie del collo e del cervello, l'aorta toracica e addominale, le arterie renali e degli arti inferiori (quest'ultimo esame viene spesso eseguito per definire il "run-off" vascolare).

## Acquisizione
Tutta una varietà di tecniche può essere utilizzata per generare le immagini dei vasi sanguigni (sia delle arterie che delle vene), sulla base degli effetti del flusso o del contrasto (intrinseco o generato farmacologicamente). I metodi di angiografia a risonanza magnetica applicati più frequentemente comportano l'uso di mezzi di contrasto per via endovenosa, in particolare quelli contenenti gadolinio per accorciare il T1 del sangue a circa 250 ms, più breve del T1 di tutti gli altri tessuti (eccetto il grasso).
Sequenze con TR brevi (TR è il "tempo di ripetizione", ossia l'intervallo di tempo fra l'inizio di una sequenza di eccitazione e l'inizio della successiva) producono immagini luminose del sangue. Tuttavia, esistono molte altre tecniche per eseguire l'angiografia a risonanza magnetica: tali tecniche possono essere classificate in due gruppi generali: metodi 'dipendenti dal flusso' e metodi 'indipendenti dal flusso'.

### Angiografia flusso-dipendente
Un gruppo di metodi per l'angiografia a risonanza magnetica si basa sul flusso sanguigno. Questi metodi sono indicati come MRA dipendenti dal flusso. 
Queste metodiche approfittano del fatto che il sangue all'interno dei vasi scorre, al fine di distinguere i vasi da altri tessuti statici. In questo modo, possono essere prodotte immagini della vascolarizzazione. 
L'angio RM dipendente dal flusso può essere suddivisa in diverse categorie: esiste un'angiografia a risonanza magnetica a contrasto di fase (PC-MRA) che utilizza differenze di fase per distinguere il sangue dal tessuto statico e un'angiografia a risonanza magnetica “Time-of-flight” (tempo di volo)  (TOF-MRA) che sfrutta gli spin ematici in movimento nel sangue meno eccitati rispetto al tessuto statico (in pratica i protoni del sangue, che si muovono all'interno del lume del vaso con turbolenza e  troppo velocemente, non rimangono a lungo nella sezione per potere acquisire l’impulso necessario all'emissione del segnale).L'angio-RM a tempo di volo (TOF), utilizza un breve tempo di echo e una compensazione del flusso per rendere il sangue che scorre molto più luminoso del tessuto stazionario. Quando il sangue circolante penetra nell'area che si sta riprendendo, ha ricevuto un numero limitato di impulsi di eccitazione, quindi non è saturo, e questo gli dà un segnale molto più alto rispetto al tessuto stazionario saturo. Poiché questo metodo dipende dal flusso di sangue, le aree con flusso lento (ad esempio i grandi aneurismi) possono non essere ben visualizzate.
La angio-RM TOF è più comunemente utilizzata per esami della testa e del collo e fornisce immagini dettagliate ad alta risoluzione.

### MRA a contrasto di fase

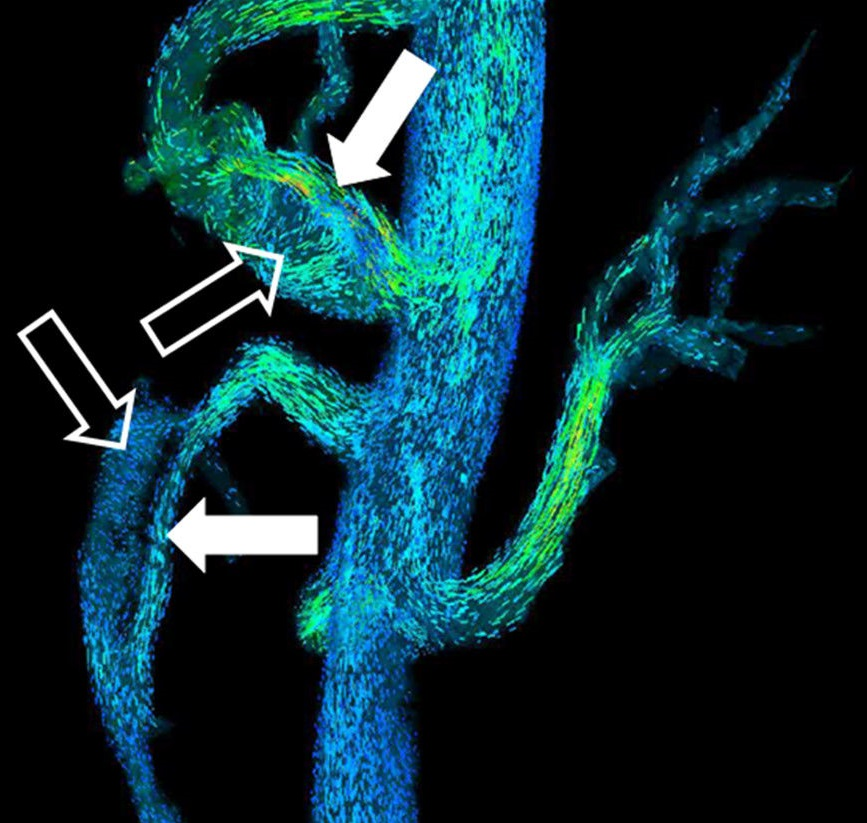
Ricostruzione di proiezione isotropica ampiamente sottocampionata (VIPR) di una MRA a contrasto di fase in un maschio di 56 anni con dissezione di arteria celiaca (in alto) e arteria mesenterica superiore (in basso. Il flusso laminare è presente nel vero lume (freccia piena) e il flusso elicoidale è presente nel falso lume (freccia vuota))

Il contrasto di fase (PC-MRA) può essere utilizzato per codificare la velocità di spostamento del sangue nella fase del segnale di risonanza magnetica. Il metodo più comune utilizzato per codificare la velocità è l'applicazione di un gradiente bipolare tra l'impulso di eccitazione e la lettura. La PC-MRA sfrutta un fenomeno che si verifica proprio grazie all’azione dei gradienti di campo magnetico. Se tutti gli spin contenuti in un voxel presentano la stessa fase, i loro segnali si sommano; al contrario, se questi stessi spin si trovano in fasi differenti, si verifica un’azione di interferenza di tipo negativo e il segnale complessivo del voxel viene a ridursi.

### Angiografia indipendente dal flusso
Mentre la maggior parte delle tecniche in MRA si basano su agenti di contrasto o fluiscono nel sangue per generare contrasto (tecniche contrast enhanced), esistono anche metodi indipendenti dal flusso, non contrastati.
Questi metodi, come suggerisce il nome, non si basano sul flusso, ma sono invece basati sulle differenze di T 1, T2 e spostamento chimico dei diversi tessuti del voxel. Uno dei principali vantaggi di questo tipo di tecniche è che possiamo acquisire immagini più facilmente delle regioni a flusso lento che si trovano spesso in pazienti con malattie vascolari. Inoltre, i metodi non contrastati non richiedono la somministrazione di agenti di contrasto addizionali, che sono stati recentemente collegati alla fibrosi sistemica nefrogenica in pazienti con insufficienza renale cronica.
L'angiografia a risonanza magnetica potenziata da contrasto utilizza l'iniezione di agenti di contrasto con risonanza magnetica ed è attualmente il metodo più comune per eseguire l'angio-RM. Il mezzo di contrasto viene iniettato in una vena e le immagini vengono acquisite sia prima del passaggio del mezzo di contrasto che durante il primo passaggio dell'agente attraverso le arterie.
Per sottrazione di queste due acquisizioni (in post-elaborazione), si ottiene un'immagine che, in linea teorica, mostra soltanto i vasi sanguigni e non il tessuto circostante. A patto che i tempi siano corretti, ciò può dare come risultato immagini di altissima qualità. 
Un'alternativa è usare un agente di contrasto che, come la maggior parte degli agenti, lascia il sistema vascolare entro pochi minuti, ma rimane in circolazione fino ad un'ora. Poiché è disponibile più tempo per l'acquisizione di immagini, è possibile ottenere immagini a risoluzione più elevata; tuttavia questa soluzione presenta il problema rappresentato dal fatto che vengono migliorate contemporaneamente sia le immagini provenienti dalle arterie che quelle provenienti dalle vene.